# Dyscia obfuscaria
Dyscia obfuscaria är en fjärilsart som beskrevs av Karl Schawerda 1920. Dyscia obfuscaria ingår i släktet Dyscia och familjen mätare. Inga underarter finns listade i Catalogue of Life.